# Allandrus
Allandrus es un género de coleópteros de la familia Anthribidae.

## Especies
Contiene las siguientes especies:
- Allandrus angulatus Jordan, 1906
- Allandrus bifasciatus Leconte, 1876
- Allandrus brevicornis Frost, 1920
- Allandrus comorensis Frieser & R. 1993
- Allandrus indistinctus Jordan, 1904
- Allandrus populi Pierce, 1930
- Allandrus undulatus (Panzer & G. W. F. 1795)